# Тимбальные органы

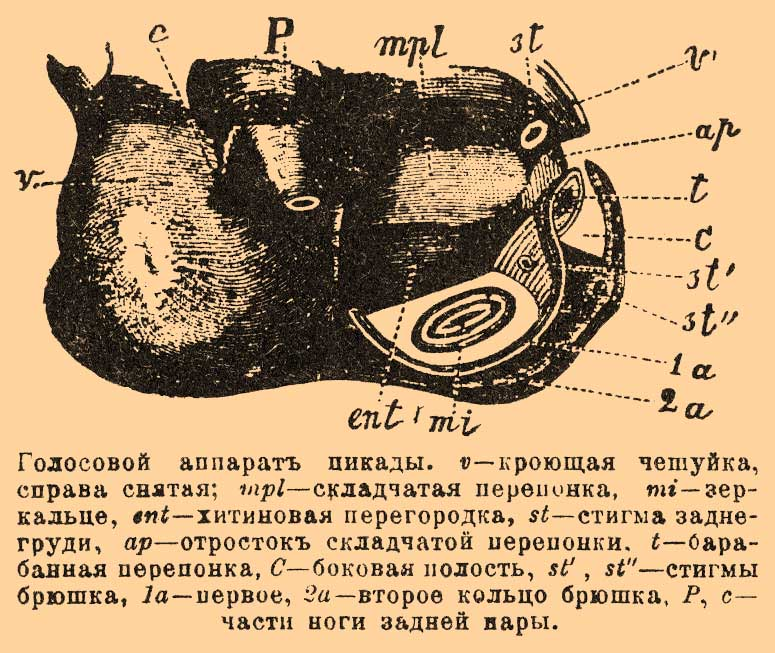

Тимбальные органы — специализированные органы, производящие звуки, характерные для певчих цикад. Имеют вид жесткой кутикулярной мембраны, приводимой в движение сильными мышцами, вгибающими и выгибающими её.
Тимбальные органы находятся на нижней стороне заднегруди, позади задних ног, под двумя большими полукруглыми чешуйками. Данный звуковой аппарат состоит из срединной и двух боковых полостей. На дне средней полости находятся две пары перепонок, из которых две передние перепонки называются складочными (в виду наличия складок), а две задние — зеркальцами, так как они блестящие и гладкие. Боковые полости имеют сбоку отверстие, которое ведёт на поверхность тела. Во внутренней стенке этих полостей вставлена барабанная перепонка, к которой прикрепляется мышца, приводящая перепонку в колебание. Средние полости служат в качестве резонаторов.
У самок тимбальные органы рудиментарные, и звуки ими они издавать не могут.